# Trichotosia brachiata
Trichotosia brachiata là một loài thực vật có hoa trong họ Lan. Loài này được (J.J.Sm.) P.F.Hunt miêu tả khoa học đầu tiên năm 1971.